# 府軍前衛
府軍前衛是明代的一個衛所，掌統領幼軍，輪番帶刀侍衞。明初，有帶刀舍人。洪武時，府軍等衞皆有習技幼軍。永樂十三年為皇太孫特選幼軍，置府軍前衞，設官屬，指揮使五人，指揮同知十人，指揮僉事二十人，衞鎮撫十人，經歷五人，統所二十有五。